# Оцетна фабрика (Павлово)
Оцетната фабрика в квартал „Павлово“, София, е създадена в 1920 година от фамилията Червениванови и става най-голямата фабрика за оцет в България с клонове във Видин и Бургас. Придворен доставчик.

## История
Открита е в 1920 година от братята Хр. Червениванови, племенници на д-р Никола Червениванов – учен, поставил в 1901 година началото на индустриално производство в България на качествен оцет. Фамилията е преселническа от българския южномакедонски град Кукуш, унищожен през Междусъюзническата война (1913).    
След подялба в 1931 година фабриката става собственост на двама от братята – Асен и Кочо Хр. Червениванови, които заедно с д-р Никола Червениванов образуват О.О.Д-во Братя Хр. Червенъ Иванови и Д-ръ Н. Червенъ Ивановъ - Павлово, което поема фабриката. Регистрирано е на 19 октомври 1931 година от Софийския областен съд. Следващата година Асен Червениванов излиза от дружеството, а делът му се прехвърля на Кочо Червениванов.
След смъртта на Никола Червениванов в началото на 1939 година дружеството се преименува на Акц. д-во Кочо Червенъ Ивановъ, оцетна фабрика въ София, Видинъ и Бургасъ. Управителният му съвет е с председател Кочо Червениванов и членове Анна Кочо Хр. Червениванова и Иван Бангеев, който е от Пловдив.